# Victor Corman

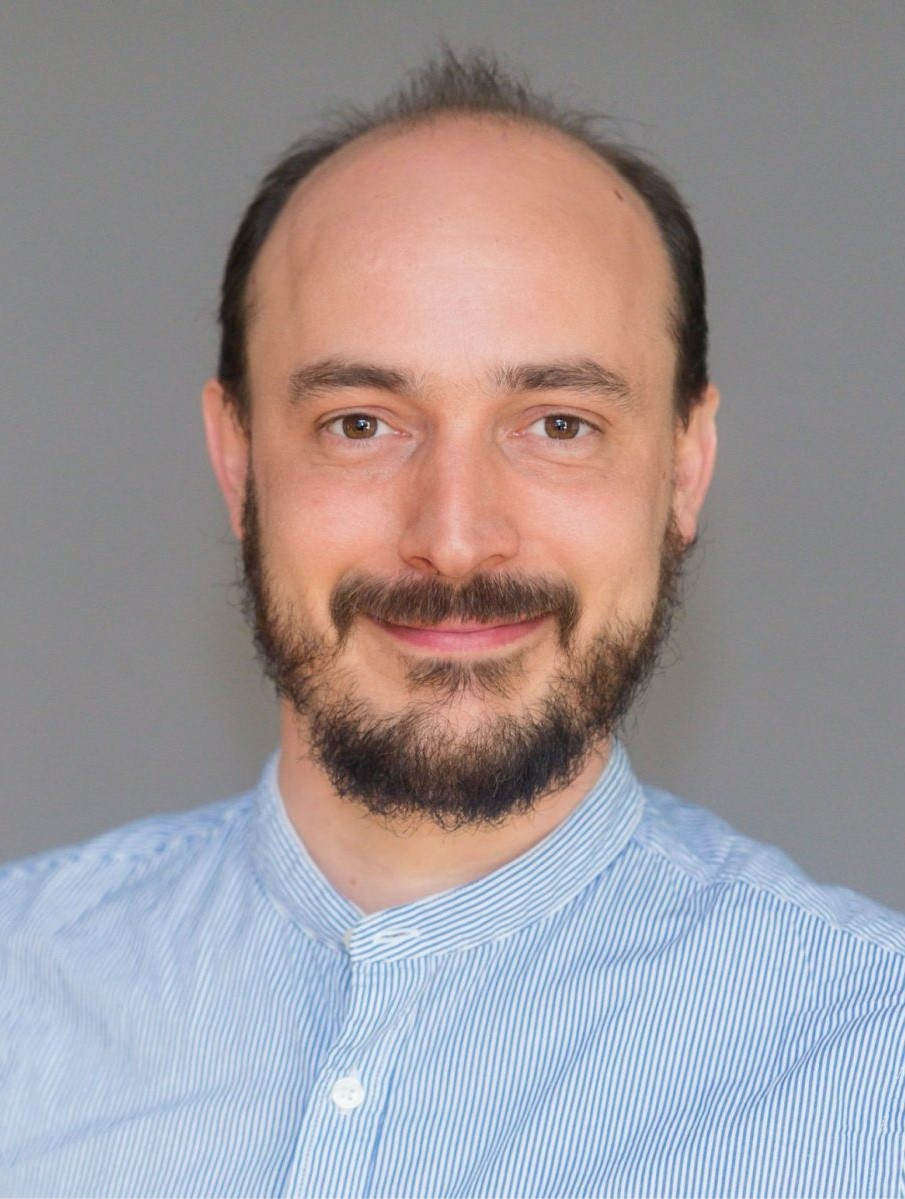
Victor Corman (2021)

Victor Max Corman (* 1984 in Köln) ist ein deutscher Arzt und Virologe. Seit 2017 ist er Arbeitsgruppenleiter am Institut für Virologie der Charité – Universitätsmedizin Berlin, wo er die Gruppe "Virusdiagnostik, klinische Virologie, Ökologie und Evolution zoonotischer Viren" leitet. Seit 2024 ist er zudem Leiter des Fachbereichs Virologie bei Labor Berlin – Charité Vivantes GmbH. Im Rahmen der COVID-19-Pandemie entwickelte er den ersten PCR-Test für SARS-CoV-2.

## Werdegang
Corman besuchte das Theodor-Fliedner-Gymnasium in Düsseldorf. 2002 wurde Corman zusammen mit seinem Team der A-Jugend des Düsseldorfer HC Deutscher Feldhockey-Meister.
Nach dem Abitur im Jahr 2003 leistete er seinen Zivildienst am Naturzentrum Norddorf auf der Insel Amrum. Ab 2004 studierte er Humanmedizin an der Rheinischen Friedrich-Wilhelms-Universität Bonn und erhielt seine Approbation als Arzt 2011. Ab 2008 forschte er am Institut für Virologie des Universitätsklinikums Bonn unter der Leitung von Christian Drosten. Er promovierte 2014 zum Thema: “Identifikation und Ökologie von potenziell zoonotischen Corona- und Paramyxoviren in Fledertieren (Chiroptera)”.
Von 2012 bis 2016 war er als Assistenzarzt und Postdoktorand am Institut für Virologie des Universitätsklinikums Bonn tätig.
2017 wechselte Corman gemeinsam mit Christian Drosten und seinem damaligen Gruppenleiter Jan Felix Drexler an das Institut für Virologie der Charité.
Dort übernahm er den Bereich der speziellen Virusdiagnostik am Institut und gründete seine eigene Arbeitsgruppe.
Corman ist Facharzt für Mikrobiologie, Virologie und Infektionsepidemiologie und seit 2024 Weiterbildungsbefugter der Ärztekammer Berlin.
Seit 2024 ist Corman Leiter des Fachbereichs Virologie bei Labor Berlin.

## Tätigkeitsschwerpunkte
Corman beschäftigt sich mit respiratorischen Viren (insbesondere Coronaviren), dem West-Nil-Virus und Hepatitis E. Dabei liegt sein Schwerpunkt auf klinisch-virologischen Fragestellungen sowie der Ökologie und Evolution zoonotischer Viren.
Corman ist stellvertretender Leiter des Nationalen Referenzzentrums für Coronaviren (bis 2023 Konsiliarlabor für Coronaviren), dessen Aufgabe die fachliche Beratung zur Coronavirus-Diagnostik in Deutschland ist.
Das Nationale Referenzzentrum für Coronaviren ist Teil des WHO Coronavirus Netzwerks CoViNet, das die Entwicklung von Public-Health-Strategien der WHO unterstützt.

### SARS-CoV-2
Corman entwickelte Anfang Januar 2020 den ersten SARS-CoV-2-Test, der von der WHO veröffentlicht wurde und weltweit anderen Laboren, Forschungsgruppen und kommerziellen Herstellern als Orientierung dient.
Darüber hinaus veröffentlichten Corman und Kollegen grundlegende diagnostische Erkenntnisse über COVID-19 und belegten die präsymptomatische Übertragung von SARS-CoV-2.

### MERS-CoV
Seit 2012 forscht Corman zu MERS-CoV und entwickelte den Standard PCR-Test zum Nachweis von MERS-CoV sowie die serologische Teststrategie.
Zudem charakterisierten Corman und Kollegen Übertragungswege von MERS-CoV.

## Ehrungen
2022 wurde Corman der Loeffler-Frosch-Preis der Gesellschaft für Virologie verliehen. Mit diesem Preis würdigte die Gesellschaft für Virologie seine „exzellenten Forschungsarbeiten auf dem Gebiet der COVID-19 RT-PCR-Diagnostik, des virologischen Krankheitsbildes sowie der präsymptomatischen Übertragung“.
Corman gehörte in den Jahren 2018, 2021, 2022, 2023 und 2024 zu den „Highly Cited Researcher“, dem 1 % der Forschenden, deren Arbeit international am häufigsten zitiert wird, und somit zu den weltweit einflussreichsten Forschenden im Fachbereich Immunologie bzw. Mikrobiologie.